# Günter Behnert
Günter Behnert (* 6. Juli 1930 in Zwickau; † 23. Mai 2015 ebenda) war ein deutscher Bergmann, Hochschuldozent und Buchautor.

## Leben
Behnert nahm nach dem Abschluss der Schule eine Tätigkeit als Hauer im Zwickauer Steinkohlenbergbau auf. Von 1959 bis 1960 absolvierte er das Techniker-Sonderstudium an der Bergingenieurschule „Georgius Agricola“ in Zwickau. Später wurde er Hochschuldozent. Ab 1999 verfasste er drei Bücher mit humorvollen Geschichten aus dem Bergmannsalltag.

## Werke
- Die Schachtziege: Bergmannshumor. Wahre Geschichten aus dem Zwickauer Steinkohlenrevier. mit Illustrationen von Helmut Schürer. Altis, Berlin 1999, ISBN 3-910195-22-9.
- Kohleberg und Weiberarsch. mit Illustrationen von Helmut Schürer. Altis, Friedrichsthal 2001, ISBN 3-910195-34-2.
- Die letzte Grubenfahrt der Schachtziege. mit Illustrationen von Helmut Schürer. Altis, Friedrichsthal 2005, ISBN 3-910195-43-1. (Leseprobe)
- Nachruf für unseren ältesten Genossen. (= Kurt Meier (Widerstandskämpfer)). In: Linker Blick. 4/2008, S. 15. (pdf-Onlinefassung, abgerufen am 25. Oktober 2016)